# Николаевское кладбище (Таганрог)
Николаевское кладбище — городское кладбище в Таганроге (Николаевское шоссе, 5/13).

## История
Николаевское кладбище было открыто после прекращения захоронений на Старом городском кладбище в 1971 году.
До открытия Мариупольского кладбища (Мариупольское шоссе), Николаевское кладбище называли Новым.
В 2011 году блогер обратился к прокурору Ростовской области с жалобой на руководство кладбища, не обеспечивающего уборку территории. Прокурорская проверка установила, что уборка мусора на кладбищах «Николаевское» и «Мариупольское» проводится несвоевременно, урны для сбора твердых бытовых отходов отсутствуют, а сами кладбища не огорожены, что противоречит закону о погребении и похоронном деле.
Самое крупное кладбище в Таганроге — 125 га, что в 3 раза превышает санитарные нормы.
Во время поминальных дней с 8 по 11 мая Администрация Таганрога ограничивает движение транспорта по Николаевскому шоссе, закрывая со стороны кладбища въезд в город.